# 弁玉
弁玉（べんぎょく、文政元年（1818年） - 明治13年（1880年）4月25日）は、幕末、明治期の僧侶、国学者、歌人。大熊卯八の次男。

## 人物
江戸浅草に生まれる。十歳で下谷の清徳寺に入り修行に励み、後に芝の増上寺に移った。修行に打ち込む傍ら橘守部や岡部東平に入門して薫陶を受け、国学、歌学の研鑽を積む。学究の中で本間游清、井上文雄、海野遊翁らと交流したが、彼らの中で弁玉は頭一つ抜きん出た才覚と技巧の持ち主であったという。下野弘経寺の秦冏に教導されていた時期もあり、その時秦冏を仲介して大沼枕山の知遇も得た。明治新政府が発足すると弁玉は招聘されて教部省に勤務し、国学を専門に教鞭を振るった。教部省での勤仕の中で近藤芳樹や伊達千広と親交を深めた。晩年は神奈川の三宝寺に移り住んで住職となり、明治13年（1880年）にそこで入寂した。
弁玉の命日4月25日に合わせて、三宝寺にて弁玉祭が開催されている。